# Lea Fischer
Lea Fischer (* 31. März 1998) ist eine Schweizer Skilangläuferin.

## Werdegang
Fischer, die für den SAS Bern startet, nahm bis 2018 an U18- und U20-Rennen im Alpencup teil. Bei den Junioren-Skiweltmeisterschaften 2017 in Soldier Hollow belegte sie den 29. Platz im Sprint, den 25. Rang über 5 km Freistil und den achten Platz mit der Staffel. Im folgenden Jahr kam sie bei den Junioren-Skiweltmeisterschaften in Goms auf den 27. Platz im Skiathlon, auf den 11. Rang im Sprint und auf den neunten Platz mit der Staffel. Im Dezember 2018 lief sie in Davos ihr erstes Weltcuprennen, das sie auf dem 45. Platz im Sprint beendete, und in Valdidentro ihr erstes Rennen im Alpencup, das sie auf dem 32. Platz im Sprint beendete. Bei der Winter-Universiade 2019 in Krasnojarsk belegte sie den 13. Platz über 5 km klassisch, den zehnten Rang in der Verfolgung und jeweils den neunten Platz im Sprint sowie im Teamsprint und bei den U23-Weltmeisterschaften 2020 in Oberwiesenthal den 29. Platz über 10 km klassisch, den 23. Rang im Sprint und den 12. Platz mit der Staffel. Im Dezember 2020 holte sie in Davos mit dem 25. Platz im Sprint ihre ersten Weltcuppunkte. Bei den U23-Weltmeisterschaften 2021 in Vuokatti lief sie auf den 36. Platz im Sprint und auf den 11. Rang mit der Staffel. In der Saison 2021/22 holte sie in Planica ihre ersten Siege im Alpencup und errang zum Saisonende den sechsten Platz in der Gesamtwertung des Alpencups.

## Siege bei Continental-Cup-Rennen
| Nr. | Datum           | Ort     | Disziplin                  | Serie    |
| --- | --------------- | ------- | -------------------------- | -------- |
| 1.  | 5. Februar 2022 | Planica | Sprint Freistil            | Alpencup |
| 2.  | 6. Februar 2022 | Planica | 15 km Freistil Massenstart | Alpencup |